# 権晶秀
権 晶秀（クォン ジョンス、1981年7月8日 - ）は、日本のラグビー指導者。現在大阪朝鮮高校ラグビー部監督を務めている。

## プロフィール
- 奈良県出身[1]。
- 現役時代のポジションはフランカー(FL)[2]。

## 略歴
大阪朝鮮高校（同期にサッカー選手の梁勇基がいる）卒業後、朝鮮大学校、千里馬クラブを経て、2015年、大阪朝鮮高校ラグビー部監督に就任。
2021年、監督として大阪朝鮮ラグビー部史上3度目の花園ベスト4を経験。